# Odisha Football Club
Maillots
Le Odisha Football Club (en odia : ଓଡିଶା ଫୁଟବଲ୍ କ୍ଲବ୍, et en hindi : ओडिशा फुटबॉल क्लब), plus couramment abrégé en Odisha FC, est un club indien de football fondé en 2014 et basé dans la ville de Bhubaneswar, dans l'État de l'Odisha.
Étant l'une des franchises de l'Indian Super League, le club, créé sous le nom de Delhi Dynamos (nom qu'il a conservé jusqu'au 31 août 2019) et basé à Delhi, est relocalisé dans l'État d'Odisha.

## Histoire

### Delhi Dynamos (2014-2019)
L'équipe est possédée par l'entreprise de DEN Networks. L'équipe joue ces matchs à domicile au Stade Jawaharlal Nehru.
Lors de sa première saison, l'équipe est entraînée par l'ancien footballeur belge Harm van Veldhoven. Le joueur-clé de l'équipe est l'italien Alessandro Del Piero.
Le premier match de l'histoire du club se joue le 14 octobre 2014 contre le FC Pune City et se solde par un match nul 0-0. Le 19 octobre 2014, Pavel Eliáš devient le premier buteur du club en marquant contre l'Atlético de Kolkata à la 74e minute. Le match se solde par un match nul 1-1.

### Odisha FC (depuis 2019)
En 2023, le club remporte son premier titre national, la Supercoupe en battant Bengaluru FC 2 à 1 en finale.

## Palmarès
- Supercoupe d'Inde (1) :
  - Vainqueur : 2023.
  - Finaliste : 2024.

## Personnalités du club

### Présidents du club
- Rohan Sharma

### Entraîneurs du club
| Rang | Nom                   | Période   |
| ---- | --------------------- | --------- |
| 1    | / Harm van Veldhoven  | 2014      |
| 2    | Roberto Carlos        | 2015      |
| 3    | Gianluca Zambrotta    | 2016      |
| 4    | Miguel Ángel Portugal | 2017-2018 |
| 5    | Josep Gombau          | 2018-2019 |

| Rang | Nom           | Période   |
| ---- | ------------- | --------- |
| 1    | Josep Gombau  | 2019-2020 |
| 2    | Stuart Baxter | 2020-     |

### Joueurs emblématiques du club
- Alessandro Del Piero
- Roberto Carlos
- John Arne Riise
- Florent Malouda
- Antonio Doblas Santana

### Capitaines du club
Le tableau suivant présente la liste des capitaines principaux du Delhi Dynamos depuis 2014.
| Rang | Nom                  | Période |
| ---- | -------------------- | ------- |
| 1    | Alessandro Del Piero | 2014    |

## Identité du club

### Identité visuelle

Logo en 2014.
Logo depuis 2019.